# Masaaki Ueda
Masaaki Ueda (* 3. Jänner 1952 in Hiroshima) ist ein  österreichischer Judoka japanischer Herkunft. Er trägt den 7. Dan.

## Biografie
Masaaki Ueda kämpfte für den JC Manner. Nach seiner  Einbürgerung verpflichtete er sich beim Heeresleistungssportzentrum und gehörte dem Kader der österreichischen Nationalmannschaft an. Das japanische Olympische Komitee verweigerte die Freigabe für die Teilnahme an Olympischen Spielen. Masaaki Ueda gehörte in den 1980er Jahren zu den besten Judoka seiner Klasse. Nach seiner aktiven Karriere absolvierte er die Trainerausbildung und arbeitete ab 1989 als Nationaltrainer und im Leistungszentrum Südstadt. Zu seinen erfolgreichsten Athleten zählen die ehemaligen Olympiateilnehmer Eric Krieger und Claudia Heill.
Im Rahmen der European Open Oberwart 2014 wurde Masaaki für seine Trainertätigkeit der 7. Dan verliehen.
Im Sommer 2017 trat er in Ruhestand.

## Erfolge
Folgende Erfolge konnte Ueda jeweils in der 65-kg-Gewichtsklasse erreichen:
- 1. Rang Militärweltmeisterschaft Colorado 1981
- 3. Rang Militärweltmeisterschaft São Paulo 1983
- 3. Rang  Hungaria Cup Budapest 1981
- mehrfacher österreichischer Meister[4]